# Simulium laplandica
Simulium laplandica es una especie de insecto del género Simulium, familia Simuliidae, orden Diptera.
Fue descrita científicamente por Chubareva & Yankovsky, 1992.